# Йоахин Кардинал
Йоахин Кардинал (25.08.1889, с. Мухавка, нині Чортківського району Тернопільської області, Україна  — 11.10.1960, м. Торонто, Канада) — підприємець, громадський діяч. 
Від 1904 — в Канаді (міста Форт-Вільям, Торонто).

## Біографія
Під час І Світової війни служив у американській армії. Член міської ради у Форт Вільямі; діяльний в українських організаціях. 
Автор спогадів та інших публікацій.

## Джерело
Мельничук, Б. КАРДИНАЛ Йоахин [Текст] / Б. Мельничук // Тернопільський енциклопедичний словник : у 4 т. / редкол.: Г. Яворський та ін. — Тернопіль, 2009. — Т. 4 : А — Я (додатковий). — С. 269.